# George Andrew Reisner
George Andrew Reisner, född den 5 november 1867 i Indianapolis, död 6 juni 1942 i Giza, var en amerikansk egyptolog, mest känd för sina utgrävningar av pyramiderna i Giza. Genom sina expeditioner upptäckte Reisner tusentals viktiga fynd. Ett särskilt fynd var drottning Hetepheres grav. Hon var mor till farao Khufu (Cheops) som byggde den stora pyramiden i Giza.

## Biografi
George Reisner var son till George Andrew Reisner och Mary Elizabeth Mason. Hans fars föräldrar kom från Tyskland. Reisner tog sin grundexamen från Cambridge University, tog sin examen 1889, och fortsatte sedan att studera vid Harvard University, där han avlade magisterexamen 1891.
1892 gifte han sig med Mary Putnam Bronson och lämnade sedan USA för att delta i en utgrävning. Han blev filosofie doktor 1893. Avhandlingen handlade om semitiska språk. Reisner fick ett stipendium vid Harvard för att forska i kilskrift vid universitetet i Göttingen i Tyskland. Han studerade där först under egyptologen Adolf Erman, och studerade senare assyriologi vid Berlins universitet under Kurt Sethe. Sethe lärde Reisner hieroglyfer och kompletterade hans kunskaper om arabiska, kilskrift och andra antika språk. Denna utbildning var betydelsefull senare vid Reisners utgrävningar i Egypten.
Han studerade  och var 1895-1896 amanuens vid egyptiska museet i Berlin. Han gav då ut en textsamling med hymner. De var skrivna med kilskrift på kilskriftstavlor som var i fragmentariskt skick så han uppgift var att sätta samman dessa delar och återge kilskriftstexten, Texterna kom ut 1896. Den var bara för facklmännen och innehöll ingen översättning. Åren 1897-1899 var han medlem av den internationella kommittén för redigering av katalogen för Egyptiska museet i Kairo. Han publicerade tre arbeten för katalogen (se bibliografin nedan). Han fick sedan göra utgrävningar i Egypten som finansierades av Phoebe Apperson Hearst, mor till tidningsutgivaren William Randolph Hearst. Åren 1899-1905 ledde han Hearstexpeditionens utgrävningar bland annat vid Gisepyramiderna i Egypten och var samtidigt förordnad till Hearst-lecturer i egyptologi vid Californiauniversitetet. Sedan expeditionens tillstånd 1905 övertagits av Harvarduniversitetet och staden Bostons Museum of fine arts, företogs under Reisners ledning utomordentligt viktiga utgrävningar vid Gisa. Åren 1906-1910 frilades farao Mykerinos dödstempel vid den tredje Gisapyramiden, varvid en mängd fynd av skulpturer gjordes.
1905 återvände Reisner till Harvard och blev 1910 biträdande professor, en tjänst som han upprätthöll till 1914 då han blev professor vid Harvard. Samtidigt ledde han flera viktiga projekt, inklusive den arkeologiska undersökningen av Nubien  1907-1909. Det var under vintersäsongerna 1907-1909 som Reisner utförde uppdraget för den egyptiska regeringen att leda utgrävningar i de delar av Nubien, som skulle sättas under vatten till följd av Assuandammens höjning. Under somrarna 1908-1910 ledde han Harvarduniversitetets arkeologiska arbeten i Samarien i dåvarande Palestina. 
Från 1914 företog Reisner nya utgrävningar i Nubien. De organiserades av Harvard-Bostonexpeditionen . Grävningarna gjordes vid Kerma och de forntida huvudstäderna Napata där han grävde fram templet i Napata, och dessutom utforskade han pyramiderna i Meroe. Upptäckterna under dessa grävningar var av stor betydelse för kännedomen om Etiopiens äldre historia. Vintern 1924-1925 företogs grävningar kring Cheopspyramiden vid Gisa, varvid flera intressanta fynd gjordes. 
Från 1910 till 1942 var Reisner curator för egyptiska samlingar vid Boston Museum of Fine Arts, och från 1914 till 1942 hade Reisner tjänsten som professor i egyptologi vid Harvard. Även vid hög ålder, trots att han led av synsvårgheter, arbetade Reisner med att diktera manuskript. Hans dotter, Mary B. Reisner, som hade lärt sig mycket av honom vid utgrävningarna, hjälpte honom i arbetet med hans sista artiklar.
Reisner dog den 6 juni 1942 i Giza och ligger begravd på den amerikanska kyrkogården i området Mari Girgis i Kairo. Efter hans död stängdes Reisners Harvardgrävningar 1947. Den egyptiska regeringen tilldelade hälften av de föremål som hittats under Reisners grävningar till sponsorerna - Hearst Museum vid University of California, Berkeley och Museum of Fine Arts i Boston.

## Utgrävningar
George Reisner utgrävningar i Egypten med Hearst-expeditionen under ledning av University of California finansierade hans arbete i fem år, från 1899 till 1905. Under denna tid grävde Reisner ut nekropolerna vid Naga ed-Deir och gravarna vid Quft och Deir el-Ballas. Vid dessa utgrävningar började Reisner formulera sitt eget vetenskapliga sätt att utföra arkeologiska utgrävningar, baserat på de metoder han hade lärt sig i Berlin. Han utvecklade ett system med flera dokumentationsböcker för expeditionen men lade också större tonvikt på fältfotografering. Han insåg behovet skaffa en modell av Giza i tre dimensioner och han förberedde en modell av den tredje pyramiden för att illustrera hur den byggdes. Modellen finns kvar i Boston Museum of Science.
Reisner grävde under dessa år också mastabor, som hade platta tak och var byggda av lertegel. Det var rektangulära byggnader med sluttande sidor som markerade gravplatsen för många framstående forntida egyptier. Inne i mastaban grävdes en djup kammare ner i marken. Kammaren kantades med sten eller lertegel. Det var här de dödas kroppar skulle bevaras. När en mastaba byggdes för den tredje dynastins kung Djosers begravning förstorade arkitekten Imhotep grundstrukturen till ett torg. Han lät sedan bygga ett liknande, men mindre, mastabaliknande torg ovanpå detta, och lade därefter till en fjärde, femte , och sjätte mastaba ovanför det. Den resulterande byggnaden i den så kallade trappstegspyramiden, den första av de många pyramidformade gravarna som efterträdde mastabor,
Som en del av Hearst-expeditionsarbetet upptäckte Reisner också vad som kom att kallas "Reisner Papyri". Går tillbaka till artonhundra f.Kr. perioder innehåller de en av de mest grundläggande matematiska texterna. Texterna dechiffrerades senare i Boston. De tidiga publikationerna visade att rullarna var bland de äldsta egyptiska byråkratiska texterna som var kända, och registrerade de vardagliga affärsdetaljerna om byggprojekt, arbete på de kungliga varven och jordbruket på de kungliga fälten. De visade bevis på matematiska kunskaper, särskilt återstående aritmetik, noggrant tillämpad på den praktiska situationen för byggprojekt.
Vid Meroë finns sönderfallande pyramider som vittnar om de kushitiska kungarna, som begravdes i dessa pyramider. I sina senare expeditioner till området upptäckte Reisner att de nubiska kungarna inte var begravda i pyramiderna utan utanför dem. Han hittade en skalle av en nubisk kvinna (som Reisner trodde var en kung). Skallen tillhör utställningen i Peabody Museum vid Harvard. Reisner menade att Kerma ursprungligen varit bas för en egyptisk guvernör. Dessa egyptiska underrsåtar utvecklades till att bli oberoende monarker i Kerma. Reisner skapade också en lista över egyptiska vicekungar i Kush. En av hans mest kända upptäckter var graven för drottning Hetepheres, som var mor till farao Khufu (Cheops på grekiska). Byggherren av den stora pyramiden i Giza.

## Eftermäle
George Reisner var en berömd egyptolog, en av de viktigaste under 1900-talet. Han arbetade under  eran då amerikanska museer sponsrade expeditioner till Egypten. Reisner utvecklade en ny metod för dokumentation, som visade sig vara bättre och mer metodisk än de procedurer som Flinders Petrie utvecklade i sina egyptiska utgrävningar.
Reisner var bland studenter och medarbetare känd för sin humor, vilket till och med ledde till smeknamnet "Papa George", som användes av hans elever. Han var med när drottning Hetepheres grav öppnades och befanns vara tom. Graven hade plundrats flera århundraden tidigare. Han yttrade då enligt uppgift till de som var med honom, "Jag beklagar att drottning Hetepheres inte tar emot...."
Reisner grävde ut en av de mest kända arkeologiska platserna i världen, pyramiderna i Gize. Han hittade många antika artefakter och mästerverk av konst. Han hade skrivit betydande verk om egyptisk-nubisk historia och deltagit i förändringen av den moderna vetenskapliga arkeologin.